# Ramulus longianalus
Ramulus longianalus är en insektsart som först beskrevs av Chen, S.C. och Yun He He 2008.  Ramulus longianalus ingår i släktet Ramulus och familjen Phasmatidae. Inga underarter finns listade i Catalogue of Life.